# Polistes similis
Polistes similis är en getingart som beskrevs av Das och Gupta 1989. Polistes similis ingår i släktet pappersgetingar, och familjen getingar. Inga underarter finns listade i Catalogue of Life.